# Maria Korytowska
Maria Elżbieta Korytowska z domu Cieśla (ur. 7 grudnia 1947 w Krakowie) – polska profesor filologii, założycielka i kierowniczka Katedry Komparatystyki Literackiej Wydziału Polonistyki Uniwersytetu Jagiellońskiego.

## Życiorys
Córka Adolfa Cieśli, inżyniera architekta i muzyka, oraz Stanisławy z domu Batko. Ukończyła VII LO im. Z. Nałkowskiej w Krakowie (1965). Studiowała polonistykę oraz romanistykę na Uniwersytecie Jagiellońskim. W 1970 uzyskała magisterium z pierwszego z wymienionych. 12 marca 1975 obroniła pracę doktorską Mityczna struktura wyobraźni Juliusza Słowackiego (promotor – Kazimierz Wyka). W 1985 stypendystka Oxford Colleges Hospitality Scheme. W 1988 uzyskała stopień doktor habilitowanej w zakresie literatury polskiej i porównawczej rozprawą pt. Romantyczna poezja mistyczna. Ballanche, Novalis, Słowacki. 16 sierpnia 1999 nadano jej tytuł profesora w zakresie nauk humanistycznych. Zajmuje się głównie literaturą i kulturą romantyzmu, historią idei, związkami między literaturą a sztuką oraz komparatystyką.
Zawodowo związana z Katedrą Literatury XIX wieku Instytutu Filologii Polskiej (później Instytutu Polonistyki, od 2004 Wydział Polonistyki) UJ. Profesor i kierowniczka Katedry Komparatystyki Literackiej Wydziału Polonistyki Uniwersytetu Jagiellońskiego (utworzona w 1990 jako Zakład Komparatystyki Literackiej). Od 1975 do 1977 była lektorką języka polskiego na Université Nancy II. Od 2000 profesor nadzwyczajna, a od 2006 – zwyczajna UJ. W 2010 zorganizowała kierunek studiów polonistyka – komparatystyka na Wydziale Polonistyki UJ (licencjackie i magisterskie), a także podyplomowe studium interdyscyplinarne i komparatystyczne (Wiedza o literaturze, kulturze i sztuce). W 2017 przeszła na emeryturę. Pracowała także w Podhalańskiej Państwowej Uczelni Zawodowej w Nowym Targu.
W 2013 została członkiem krajowym korespondentem na I Wydziale Filologicznym Polskiej Akademii Umiejętności. W 1993 była założycielką Polskiego Towarzystwa Komparatystycznego (w ramach International Comparative Literature Association, ICLA/AILC), którego została prezeską, a w 1998–2000 także członkinią Komitetu Wykonawczego ICLA/AILC.
W 2007 została redaktor naczelną założonej przez siebie serii UJ „Komparatystyka Polska. Tradycja i współczesność”.
W latach 1983–1989 była zaangażowana w kolportaż na uczelni wydawnictw drugoobiegowych. W 2009 weszła w skład Społecznego Komitetu Odnowy Zabytków Krakowa.

## Order, odznaczenia, wyróżnienia
- Złoty Krzyż Zasługi (1998)[2]
- Odznaka „Zasłużony Działacz Kultury” (2000)[2]
- Medal Komisji Edukacji Narodowej (2002)[2]
- Złoty Medal za Długoletnią Służbę (2011)[2]
- Nagrody Rektorskie UJ I stopnia (2011) i II stopnia (2012)[2]
- Krzyż Wolności i Solidarności (2011)[5]
- Odznaką „Honoris Gratia” za szczególne zasługi na rzecz m. Krakowa (2017)[2]